# Seznam kolumbijskih pisateljev
Seznam kolumbijskih pisateljev.

## A
- Soledad Acosta
- Clemente Airó

## B
- Belisario Betancur

## I
- Alfredo Iriarte
- Jorge Isaacs

## M
- Gabriel García Márquez
- Rafael Maya
- Álvaro Mutis

## R
- José Eustacio Rivera
- Evelio Rosero

## S
- José María Samper

## T
- Luis Vargas Tejada

## V
- José María Vargas Vila